# Fulton County (Illinois)
Das Fulton County ist ein County im US-amerikanischen Bundesstaat Illinois. Im Jahr 2010 hatte das County 37.069 Einwohner und eine Bevölkerungsdichte von 16,5 Einwohnern pro Quadratkilometer. Der Sitz der Countyverwaltung (County Seat) ist in Lewistown.

## Geographie

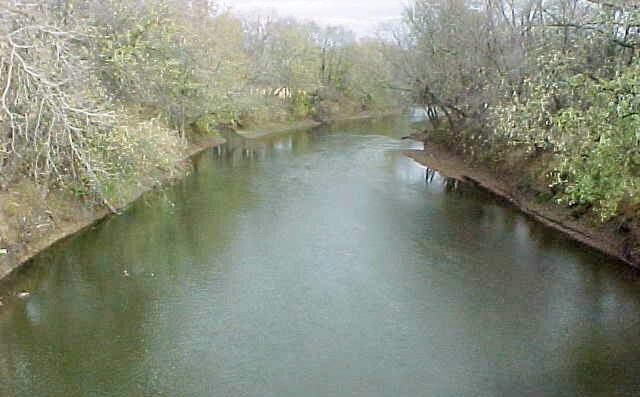
Spoon River

Das County liegt im mittleren Nordwesten von Illinois am rechten Ufer des Illinois River. Der Spoon River durchfließt das County in südöstlicher Richtung, bevor er südöstlich von Lewistown in den Illinois River mündet.
Das Fulton County hat eine Fläche von 2286 Quadratkilometern, wovon 44 Quadratkilometer Wasserfläche sind. Es grenzt an folgende Nachbarcountys:
| Warren County    | Knox County  | Peoria County   |
| McDonough County |              | Tazewell County |
| Schuyler County  | Mason County |                 |

### Schutzgebiet

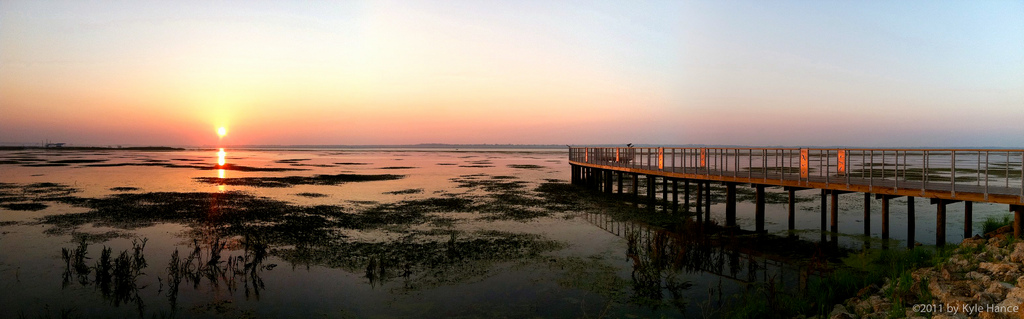
Emiquon National Wildlife Refuge

An der Mündung des Spoon River in den Illinois River liegt das Emiquon National Wildlife Refuge, ein etwa 45 Quadratkilometer großes Feuchtgebiet. Etwa zwölf Quadratkilometer davon befinden sich im Besitz des United States Fish and Wildlife Service.

## Geschichte

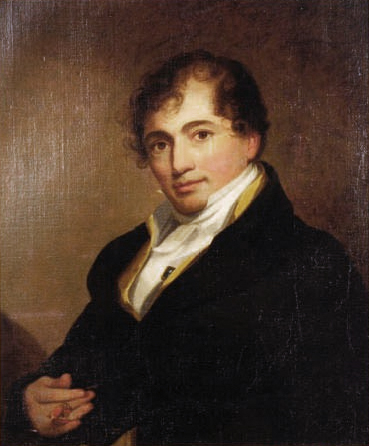
Robert Fulton

Fulton County wurde am 28. Januar 1823 aus Teilen des Pike County gebildet und nach dem Erfinder Robert Fulton benannt, dessen größte Erfindung das Dampfboot war, das ab 1807 den Hudson River befuhr. Im gleichen Jahr wurde auch das erste Gerichtsgebäude gebaut. Das erste Fachwerkhaus wurde 1830 von Deacon Nathan Jones errichtet.
Der erste Siedler im Gebiet des späteren Fulton County war Ossian Ross, der 1821 auf dem Gebiet der heutigen Stadt Lewistown seinen Claim absteckte. 1822 hatte sich daraus eine kleine Ansiedlung gebildet, die er nach seinem ältesten Sohn Lewis benannte – Lewistown. Der Südosten des County wurde 1829 von Quäkern besiedelt, die aus dem östlichen Teil von Ohio hierher wanderten. 1838 wurde für das Gerichtsgebäude von 1823 aus ein neues, dieses Mal aus Stein, gebaut und bis 1894 benutzt, als es durch ein Feuer zerstört wurde. Das dann 1897 erbaute Gerichtsgebäude wird noch heute benutzt.

Alterspyramide des Countys, 2000

1903 wurde die Illinois Central Electric Railway als Interurban im Fulton County eröffnet, musste aber 1928 wieder stillgelegt werden.
Der Schriftsteller Edgar Lee Masters lebte lange im Fulton County. Die Gegend lieferte Inspiration für zahlreiche seiner Werke, die im kleinstädtischen Milieu zu Beginn des 20. Jahrhunderts handelten.

### Territoriale Entwicklung

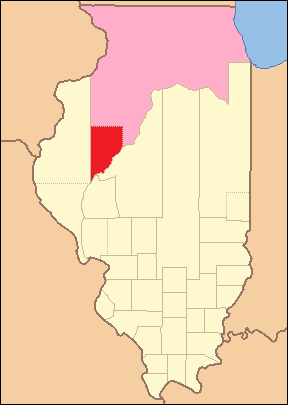
Das Fulton County zwischen 1823 und 1825
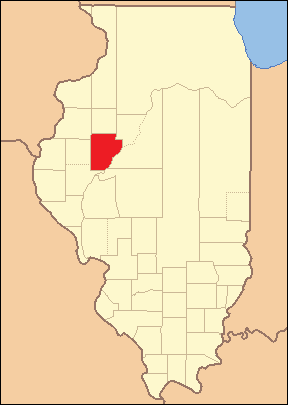
Seit 1825

## Demografische Daten
Nach der Volkszählung im Jahr 2010 lebten im Fulton County 37.069 Menschen in 14.673 Haushalten. Die Bevölkerungsdichte betrug 16,5 Einwohner pro Quadratkilometer. In den 14.673 Haushalten lebten statistisch je 2,34 Personen.
Ethnisch betrachtet setzte sich die Bevölkerung zusammen aus 94,3 Prozent Weißen, 3,8 Prozent Afroamerikanern, 0,6 Prozent amerikanischen Ureinwohnern, 0,4 Prozent Asiaten sowie aus anderen ethnischen Gruppen; 0,9 Prozent stammten von zwei oder mehr Ethnien ab. Unabhängig von der ethnischen Zugehörigkeit waren 2,5 Prozent der Bevölkerung spanischer oder lateinamerikanischer Abstammung.
20,6 Prozent der Bevölkerung waren unter 18 Jahre alt, 61,2 Prozent waren zwischen 18 und 64 und 18,2 Prozent waren 65 Jahre oder älter. 48,2 Prozent der Bevölkerung war weiblich.
Das jährliche Durchschnittseinkommen eines Haushalts lag bei 41.268 USD. Das Pro-Kopf-Einkommen betrug 20.309 USD. 13,8 Prozent der Einwohner lebten unterhalb der Armutsgrenze.

## Ortschaften im Fulton County
Citys
- Canton
- Cuba
- Farmington
- Lewistown

Villages
| - Astoria - Avon - Banner - Bryant | - Dunfermline - Ellisville - Fairview - Ipava | - Liverpool - London Mills1 - Marietta - Norris | - Smithfield - St. David - Table Grove - Vermont |

Unincorporated Communities
| - Babylon - Beaty - Bernadotte - Blyton - Breeds - Brereton | - Checkrow - Depler Springs - Duncan Mills - Enion - Fiatt - Gilchrist | - Leesburg - Little America - Manley - Maples Mill - Marbletown - Middlegrove | - Monterey - Poverty Ridge - Rawalts - Sepo - Seville - Summum |

1 – teilweise im Knox County

## Gliederung
Das Fulton County ist in 26 Townships eingeteilt:
| Township            | Einwohner (2010) | FIPS     |
| ------------------- | ---------------- | -------- |
| Astoria Township    | 1.464            | 17-02648 |
| Banner Township     | 373              | 17-03584 |
| Bernadotte Township | 273              | 17-05469 |
| Buckheart Township  | 1.484            | 17-09265 |
| Canton Township     | 15.703           | 17-11020 |
| Cass Township       | 622              | 17-11696 |
| Deerfield Township  | 261              | 17-18979 |
| Ellisville Township | 155              | 17-23542 |
| Fairview Township   | 698              | 17-25076 |
| Farmers Township    | 397              | 17-25427 |
| Farmington Township | 3.350            | 17-25544 |
| Harris Township     | 368              | 17-33110 |
| Isabel Township     | 192              | 17-37842 |

| Township               | Einwohner (2010) | FIPS     |
| ---------------------- | ---------------- | -------- |
| Joshua Township        | 510              | 17-38713 |
| Kerton Township        | 121              | 17-39714 |
| Lee Township           | 237              | 17-42574 |
| Lewistown Township     | 3.039            | 17-43068 |
| Liverpool Township     | 544              | 17-44134 |
| Orion Township         | 1.195            | 17-56588 |
| Pleasant Township      | 744              | 17-60430 |
| Putman Township        | 2.137            | 17-62276 |
| Union Township         | 1.008            | 17-76667 |
| Vermont Township       | 974              | 17-77655 |
| Waterford Township     | 187              | 17-79137 |
| Woodland Township      | 415              | 17-83089 |
| Young Hickory Township | 618              | 17-84077 |